# Bellundagere, Mandya
Bellundagere là một làng thuộc tehsil Mandya, huyện Mandya, bang Karnataka, Ấn Độ.